# Żejtun
Żejtun Málta 68 helyi tanácsának egyike a nagy sziget keleti részén. Lakossága 11 425 fő. Neve olívabogyót jelent. Lovagkori neve Città Beland, korábbi neve Casal Santa Catarina.

## Története
A község határában keréknyomok (cart ruts) találhatók. Néhány történelmi emlék arra utal, hogy már a föníciai és római időkben lakott terület volt. 1200 körül már állt az első plébániatemplom, amely akkoriban a sziget egész délkeleti részének a temploma volt. Az 1436-os egyházi összeírás már plébániaként említi. Eredetileg két község állt itt, Bisqallin (az alsó falu) és Ħal-Ġwann vagy Ħal-Bisbut (a felső falu). A középkorban a növekedést megakadályozta a kalóztámadások veszélye, a dombtetőn álló régi plébániatemplomot ezért őrtoronyként is használták. Itt érte Máltát az utolsó kalóztámadás is 1614-ben. Brichelot és Bremond 1718-as térképén feltehetően szerepel, C(asal) Birkalin néven.
A község 1797-ben városi rangot kapott Ferdinand von Hompesch zu Bolheim johannita nagymestertől, és a Città Beland nevet, amely - eredetileg Bylandt formában - anyja családi neve volt. A Napoléon vezette franciák elleni felkelés idején a Szt. Gergely-templomban kórházat rendeztek be.
1942. május 2-án repeszbomba robbant a város központjában, aminek 27-en estek áldozatul. A második világháború utáni munkanélküliség miatt sokan hagyták el Żejtunt, lakossága csak az utóbbi időben érte el újra az 1948-as létszámot.
1994 óta Málta 68 helyi tanácsának egyike.

## Önkormányzata
Żejtunt kilenctagú helyi tanács irányítja. A jelenlegi, hetedik tanács 2013 márciusa óta van hivatalban, 7 munkáspárti és 2 nemzeti párti képviselőből áll.
Polgármesterei:
- Ronald Bezzina (1994–1996)
- Joseph Attard (Munkáspárt, 1996–2017)

## Nevezetességei

### Tas-Silġ
Tas-Silġ egy lapos, kerek dombtető Żejtun és Marsaxlokk között, nevét a Madonna tas-Silġ (Havas Boldogasszony) kolostorról kapta. Legkorábbi emléke egy őskori megalitikus templom külső fala, amelyet az 1963–1972-es olasz ásatás során találtak. Ehhez tartozott egy tipikus „kövér nő” szobor, ám a későbbi korokban lefejezték és elásták. A szentély romjait később elterítették, és a föníciaiak újabb templomot építettek a helyszínen. Asztarté temploma fontos helyszín lett, míg végül a Kr. u. 4. században keresztény templommá alakították át.

### Egyéb nevezetességei

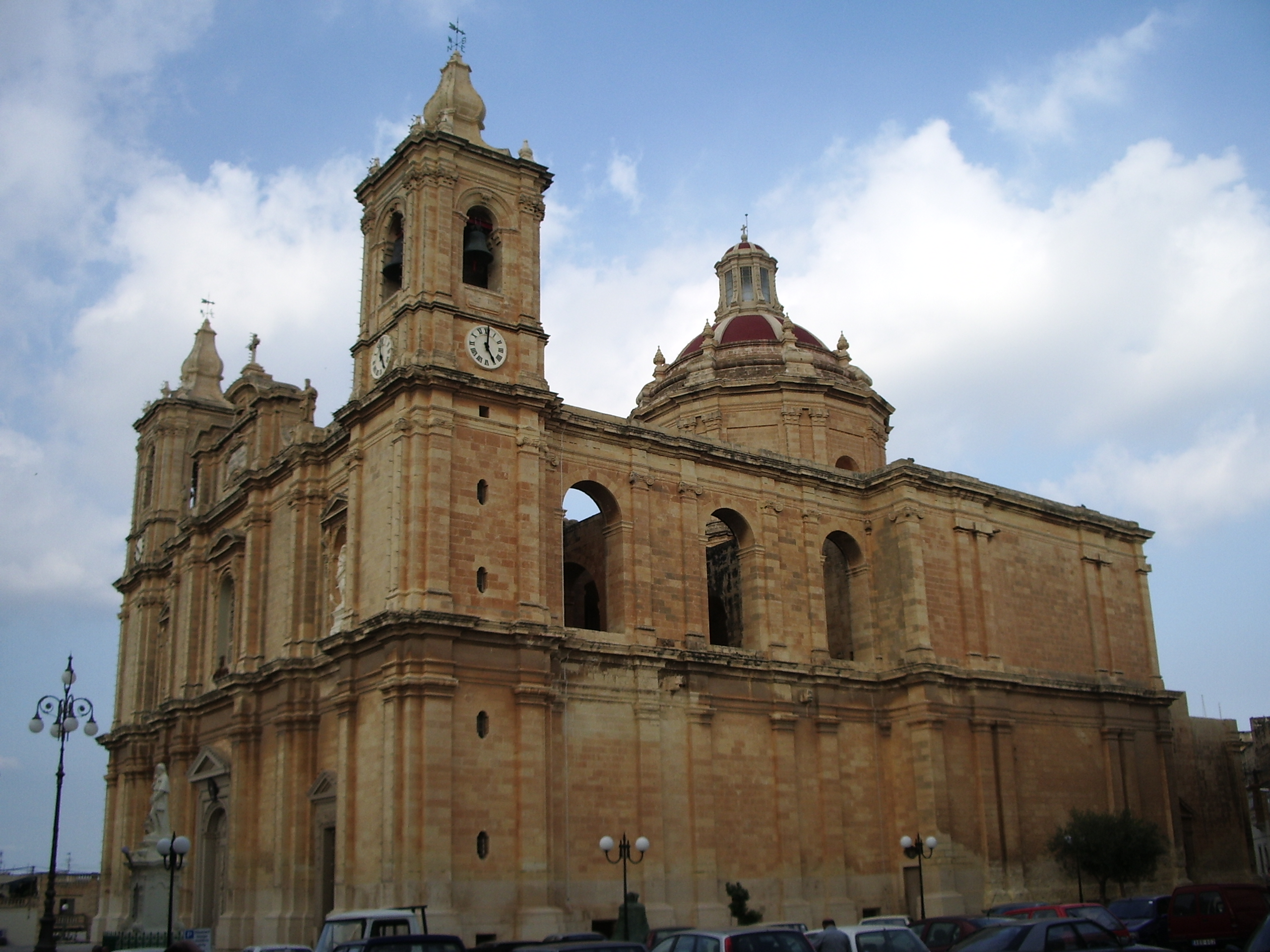
A plébániatemplom

- Szent Katalin-plébániatemplom (St. Catherine): Lorenzo Gafà tervei alapján 1692 és 1720 között épült egy korábbi templom helyére.
- Szent Szív Intézet és Szentlélek-templom (Sacred Heart Institute & Church of the Holy Spirit): a templom szintén Gafà alkotása, a Szent Szív Kongregáció által vezetett intézet pedig a település első iskolája volt
- Régi plébániatemplom (Szent Gergely, San Girgor, St. Gregory's): a 15. századtól 1720-ig a település plébániatemploma és őrtornya volt
- Názáreti Jézus-templom (Ġesu’ Nazzarenu, Jesus of Nazareth)
- Szűz Mária-templom (St. Mary): Ħal-Bisbut temploma
- Megváltó-templom (Our Saviour): Bisqallin temploma
- Ramon Perellos nagymester nyári lakhelye (Casa Perellos): 1710-ben épült
- Vendome Tower: 1715-ben építtette Philippe de Vendôme lovag. Ma magántulajdonban van
- A plébániatemplom múzeuma
- Juventutis Domus ifjúsági ház és színház: 1820-ban épült, nemrég felújították, azóta ismét használjá

## Kultúra
Band clubjai:
- Għaqda Mużikali Santa Katarina
- Għaqda Mużikali Beland[6] (1861): az együttes gyökerei az 1830-as évekig nyúlnak vissza. 1994-ben társultak a mönchengladbachi Beland zenekarral.
- Għaqda Banda Żejtun: saját színháza van, a Pandora Theater

A festát két klub készíti elő, az Għaqda tan-Nar 25 ta’ Novembru és az Għaqda ta’ l-Armar 25 ta’ Novembru.
Egyházi szervezetei:
- Fokoláre mozgalom
- Karizmatikus megújulás
- Katolikus Akció
- Mária Légió
- M.U.S.E.U.M.
- Názáreti Jézus Intézet (Istitut Ġesu’ Nazzarenu)
- Neokatekumenális út
- Żejtun Girl Guides
- Żejtun Scout Group[8]

## Sport
Sportegyesületei:
- Boccia: Klabb tal-Boċċi San Girgor
- Labdarúgás: Żejtun Corinthians Football Club[9] (1943): a harmad- és negyedosztály között ingázik
Żejtun Red Stars Football Club

## Közlekedés
Autóval könnyen megközelíthető Valletta felől Tarxienen át, a repülőtértől Għaxaq felé.
Autóbuszjáratai:
- Valletta felől: 27 (Marsaxlokk), 29, 30 (végállomás)
- Birgu felől: 28 (Marsaxlokk)
- Birżebbuġa felől: 110 (Mater Dei)